# Wolszlegier
Wolszlegier (Wollenszleger, Wollschlaeger, Wollschläger, Bełty odmienny) – kaszubski herb szlachecki, herb własny rodziny Wolszlegierów. Według Przemysława Pragerta odmiana herbu Bełty.

## Opis herbu
Opis z wykorzystaniem zasad blazonowania, zaproponowanych przez Alfreda Znamierowskiego:
W czerwonym dwie strzały srebrne na opak w krzyż skośny, na nich takaż strzała. Klejnot: nad hełmem w koronie skrzydło orle czerwone, przeszyte strzałą. Labry czerwone, podbite srebrem.

## Najwcześniejsze wzmianki
Wymieniany wyłącznie przez herbarze niemieckojęzyczne: Der Adel des Königreichs Preußen z 1906 roku, Adelslexikon der preussichen Monarchie Ledebura z 1828 roku i Der polnische Adel Emiliana Szeligi-Żernickiego z 1900 roku.

## Herbowni
Wolszlegier (Wollenszleger, Wollenschlaeger, Wollschlager, Wollschläger, Wollszleger, Wolszleger).
Heraldyka polska zna tę rodzinę, ale przypisuje jej herb Bełty bez żadnych odmian. Herb Bełty bez odmian potwierdza też herb na witrażu w kaplicy Ukrzyżowania w Wielu z 1916 roku, który należał do braci Władysława i ks. dr. Antoniego Wolszlegierów z Szenfeld, zaangażowanych w budowę kaplicy.

### Rodzina Wolszlegier
Rodzina pochodząca z Niemiec, osiadła w XVI wieku na wtedy polskim Pomorzu w powiecie człuchowskim. W roku 1570 wymienionych jest czterech Wolszlegierów, współwłaścicieli wsi Płonica (Platendynk). W wieku kolejnym rodzina posiadała jeszcze Ciecholewy, Cołdanki, Czosnowo, Szenfeld, Jaromierz i Zawada. W wieku XVII występują jako właściciele dodatkowo Zamartego, Słupów, Silna, Racławków, Tuchółki i działów we wsiach Gockowo i Przechlewo. W wieku XIX występują jeszcze jako właściciele wsi Belno, Gołuszyce, Laskowice, Łowin i Chraplewo, Ciężkowo i Iwno w pow. nakielskim. Rodzina mimo niemieckich korzeni czuła się Polakami, pełniła funkcje publiczne w pomorskiem. Rodzina wylegitymowała się w Królestwie Polskim: w 1845 Karol Marcin Wolszlegier i w 1855 Piotr Wolszlegier, syn Marcina, kapitana Wojska Polskiego (jednak bez podania herbu).